# Regeln für den Menschenpark
Regeln für den Menschenpark ist eine Rede, die der Philosoph Peter Sloterdijk erstmals am 15. Juni 1997 in Basel und in leicht veränderter Form erneut am 17. Juli 1999 auf Schloss Elmau (Oberbayern) gehalten hat und die im selben Jahr als Buch erschien. Der Essay, der 1999 bei Suhrkamp unter dem Titel Regeln für den Menschenpark. Ein Antwortschreiben zu Heideggers Brief über den Humanismus erschien, löste eine intensive öffentliche Debatte über die Anwendung von Biotechnologie auf den Menschen aus.

## Inhalt
In der Elmauer Rede kommen mehrere Themen zum Zuge. 
- Zunächst die sogenannte Medienwahl: Buch oder Stadion: Sloterdijk plädiert für einen Verzicht auf brutalisierende Medien. Er stellt sich mit diesem Thema in die Tradition der Kritik an der Kulturindustrie (vgl. das entsprechende Kapitel in der Dialektik der Aufklärung).
- Dann die Aufklärungskritik in der Tradition von Horkheimer und Adorno: Im Mythos sind aufklärerische Elemente und in der Aufklärung regressive Elemente vorhanden. Habermas hat dies in Bezug auf das Odysseus-Kapitel der Dialektik der Aufklärung die „Verschlingung von Mythos und Aufklärung“ genannt. Bei Sloterdijk kommt dies in der Notiz zum Ausdruck, dass in der Philosophie Platons ein reaktionäres modernes Element vorhanden sei, das Weber-Gleichnis.
- Sodann das Thema der Sklavensprache: Hierbei ging es ursprünglich um den Trick, Marx’sche Theorie ohne Marx’sche Begriffe zu betreiben, sie in neutralen Redewendungen zu verstecken. Sloterdijk macht dies, indem er Heidegger materialistisch umdeutet. Er versteckt damit in Heideggers Metaphysik eine modernere Variante des Denkens, als Heidegger dem Wortlaut seines Werkes nach zu vermitteln suchte.
- Schließlich kommt noch ein Gedanke in der Tradition Nietzsches dazu: Die Menschen haben schon immer ein Züchtungsprojekt betrieben und es unter dem Deckmantel der Humanität verborgen.

Zur Rezeption: Diese inhaltlichen Details wurden als eine Spitze gegen die Kritische Theorie wahrgenommen. Sloterdijk hat – im Gewand der Kritischen Theorie – Themen angesprochen, die leicht als reaktionäre politische Thesen verstanden werden können: als Plädoyer für eine positive Eugenik (im Sinne Francis Galtons).

### Humanismus
Der Humanismus gründet in der Buchkultur der griechisch-römischen Epoche. Die Römer übermitteln die antike Flaschenpost. Die Alphabetisierten als geistige Elite geben ein Muster für die bürgerliche Gesellschaft. Nur die Schriftkultur kennt demiurgische Menschen-Schöpfungsmythen wie den Golem. Die von Wehrpflicht und Schulpflicht erzeugte Fiktion der nationalen Identität einer bewaffneten und belesenen bürgerlichen Gesellschaft ist heute an ihr Ende gekommen durch die Ablösung der Buchkultur von neuen Medien. In Rom war der Dualismus von Buchkultur und Verwilderung der Massen in den Stadien sprichwörtlich. Hier wurde das Konzept des Humanismus erfunden: Zähmung des Menschen durch die richtige Lektüre. Die Medienwahl – Buch oder Stadion – entscheidet über das Wesen des Menschen.

### Heidegger
Der Begriff des Humanismus kann nicht gerettet werden, denn er war stets ein Komplize menschlicher Gräueltaten. Martin Heidegger stellt die Epochenfrage neu und antwortet: der Mensch ist der Hüter des Seins. Die Sprache ist das Haus des Seins. Die Lichtung ist der Ort, an dem das Sein aufgeht. Sloterdijk historisiert den Begriff der Lichtung: Während der Hominisation des Menschen markiert die Grenze zwischen Natur- und Kulturgeschichte den Ort der Lichtung, seine Frühgeburtlichkeit (Neotenie) löst diesen Prozess aus. Die erste kulturelle Leistung des Menschen ist der Hausbau. Haus, Mensch und Tier stehen von nun in einem biopolitischen Komplex.

### Nietzsche
Zarathustra erläutert, was das heißt: Menschen werden für Häuser selektiert. So wie der Mensch Tiere züchtet, so hat der Mensch Menschen gezüchtet für die Häuser, die er baut. Hinter dem heiteren Prospekt der schulischen und literarischen Menschenzähmung findet sich der dunkle Horizont der Menschenzüchtung. Nach Nietzsches Entschleierung der Menschheitsgeschichte als Züchtungsprojekt gilt es Regeln für einen zukünftigen Menschenpark aufzustellen.

### Platon
Platon gibt im Weber-Gleichnis das Urbild einer gesellschaftlichen Utopie von Menschenzüchtern. Platons idealer Züchter ist ein Gott oder ein dem Gott nahestehender Hirten-König.

## Argumentation

### Definition: Der Humanismus
Zu Beginn erfolgt eine Definition der Humanitas: sie sei eine Freundschaft stiftende Telekommunikation im Medium der Schrift. Implizit erfolgt eine Ineinssetzung der Humanitas mit der Philosophie. Dass sie bis heute noch relevant sei, verdanke sie ihrem Medium, dem Buch, das wie ein Kettenbrief über die Generationen hinweg eine Freundschaft erzeugende Funktion bei den geneigten Lesern ausübe.

### Erste Historisierung
Sogleich erfolgt eine Historisierung des Konzeptes. Die Römer als Übermittler der griechischen Sendschreiben zur Philosophie seien von überragender Bedeutung. Sie übermitteln die Flaschenpost. (Erste Anspielung auf die Kritische Theorie). Die Schrift funktioniere als Flaschenpost wie eine magische actio in distans (Einwirkung auf Entferntes). Der Humanismus findet durch sein Medium Buch zur Form einer literarischen Gesellschaft, die das Muster einer bürgerlichen Gesellschaft abgibt. (Im weitesten Sinne gibt es hier eine Analogie zu Marcuses Aufsatz über den „Affirmativen Charakter der Kultur“). Es wäre an dieser Stelle zu diskutieren, inwieweit hier nicht ein bloßes Wortspiel vorliegt. Historisch seien die Alphabetisierten zunächst nichts weiter als eine Sekte. Hier erfolgt schon der erste Exkurs zur Menschenzüchtung: Die Schriftkultur erzeuge in ihrer Übersteigerung den Mythos des Golem: Gott erschaffe die Welt durch das Wort, der Mensch erzeuge einen Golem durch Schrift.

### Erste soziologische Zuspitzung
Die soziologische Maximal-These lautet: Wehrpflicht und Schulpflicht erzeugen die Fiktion einer Nation als einer bewaffneten und belesenen Öffentlichkeit. Heute sei diese Epoche an ihr Ende gekommen, da das Büchermachen nicht mehr ausreicht, um ein kommunikatives Band zwischen den Gliedern einer modernen Massengesellschaft zu knüpfen. Wir leben in einer Epoche des Übergangs vom Lesen über Hören und Sehen zum Surfen: Buch, Radio, Fernsehen, Internet. Die Abdankung des Humanismus aber erfolgte nicht konsequent nach der Einsicht in sein Unzureichen: nach 1945 erleben wir einen Neohumanismus mit Rekursen auf Cicero und Christus. Er wendet sich gegen seinen traditionellen Feind: die Verwilderung des Menschen. Rom gab hierfür ein Beispiel mit der juvenalischen Dualität von Brot und Spielen. Nirgends sei die Tendenz zur Bestialisierung des Menschen hemmungsloser bedient worden als in den antiken Amphitheatern. Der römische Humanismus habe also folgendes Thema: die Zähmung des Menschen durch die richtige Lektüre.

### Erste Konklusion: Erziehung zur rechten Medienwahl
Belehrend sei auch hier die römische Kultur mit ihrem ersten antiken massenmedialen Netz  von Amphitheatern, die der Bestialisierung des Menschen Vorschub leisteten. Gleichzeitig werde hier zum ersten Mal in der Geschichte der Menschheit diese vor die Wahl gestellt, welches Medium den Menschen prägen solle: das Buch oder das Stadion. Und der Humanismus ist mehr als bloße Erziehung: hier wird die Frage gestellt nach der Bestimmung des Menschen.

### Definition: Das Scheitern des Humanismus
Heideggers Brief über den »Humanismus« und sein „Sitz im Leben“ werden kurz vorgestellt: Herbst 1946, in größter Armut, schreibt Heidegger einen Brief an einen französischen Bewunderer. Die Beschuldigungen durch Gegner Heideggers, dieser suche in der Mystik eine Exkulpation für seine Verstrickung in den Nationalsozialismus, übernimmt Sloterdijk nicht. Sie verkennen Bedeutung und literarische Form: ein Brief, der nach antikem Vorbild Freunde gewinnen soll. Aber was ist der Inhalt dieses antikisierenden Sendschreibens?  „Wie gibt man dem Wort Humanismus wieder einen Sinn?“ 
In Parenthese: nach Auschwitz? Heidegger behauptet: Das Wort Humanismus muss aufgegeben werden. Die Katastrophe der Gegenwart zeigt, dass der Mensch mit seiner metaphysischen Selbstüberhöhung das Problem sei. Auch die gängigen Antworten auf die Frage nach der Humanitas: Christentum, Marxismus und Existentialismus seien lediglich Spielarten des Humanismus. Diese alle seien gekennzeichnet durch eine „unermessliche Unterlassung“: die Nicht-Stellung der Frage nach dem Wesen des Menschen. Heideggers Antwort: Erstens ist der Mensch kein vernünftiges Tier. „Das Wesen des Göttlichen ist uns näher als das Befremdende des Lebe-Wesen.“ Grund: Der Mensch hat Welt, das Tier ist in Umwelt verspannt. Stattdessen: Der Mensch ist zum Hüter des Seins bestellt: „Die Sprache ist das Haus des Seins, darin wohnend der Mensch ek-sistiert, indem er der Wahrheit des Seins, sie hütend, gehört.“ Der Ort, an dem diese Anstellung gilt, ist die Lichtung, die Stelle, wo das Sein aufgeht. Indem Heidegger den Menschen als Hirten und Nachbarn des Seins bestimmt, bindet er ihn an eine radikale Verhaltenheit. Wer im Haus der Sprache wohnt, ist bestimmt zum abwartenden Lauschen. Man kann vermuten, dass Heidegger hofft, in dieser asketischen Abgeschiedenheit sei kein Platz mehr für Bestialität. Je mehr vom Idealbild des starken Menschen Abschied genommen wird, desto stärker sei die Zähmung, kann man vermuten. Allerdings, der Humanismus sei schlicht nichts anderes als ein Komplize aller Gräuel, die im Namen des menschlichen Wohls begangen werden. Im Zweiten Weltkrieg kämpften Bolschewismus, Faschismus und Amerikanismus im Namen von Menschheitsidealen um die Weltherrschaft. Der Faschismus sei aber eine besondere Form, eine Metaphysik der Enthemmung, vielleicht die Enthemmungsgestalt der Metaphysik. Heidegger entschließt sich, mit dem Humanismusbrief die Epochenfrage, was der Mensch sei, neu zu stellen. Was kann den Menschen nach dem Scheitern des Humanismus noch zähmen?

### Zweite Historisierung
Sloterdijk argumentiert nun wie folgt: Ähnlich wie eine Historisierung des abstrakten Humanitätsbegriffes erst zum Vorschein gebracht hat, wie die Philosophie scheitert, so muss nun eine Historisierung von Heideggers Seinsbegriff erfolgen. Es gibt eine Realgeschichte des Heraustretens des Menschen in die Lichtung. Diese hat zwei Linien: Eine Naturgeschichte der Gelassenheit und eine Sozialgeschichte der Zähmung (des Menschen). Die Naturgeschichte der Gelassenheit ist nichts anderes als die Hominisation. 
Die chronische animalische Unreife des Menschen, seine Frühgeburtlichkeit sind die Grundlagen für seine Hominisation. Die Lichtung ist ein Ereignis an der Grenze von Natur- und Kulturgeschichte. Sozialgeschichte der Zähmung zeigt folgendes: Was geschieht an der Grenze von der Natur zur Kultur: die Sesshaftwerdung. Auf der Lichtung erheben sich die Häuser, real eben. Aber mit der Sesshaftwerdung ändert sich das Verhältnis des Menschen zu den Tieren: es beginnt die Epoche der Haustiere. Haus, Mensch und Tier sind ein biopolitischer Komplex. Theorie ist Hausarbeit. Aber wo ein Haus steht, findet sich auch ein Kampfplatz. Häuser werden nicht für Menschen gemacht, Menschen werden für Häuser selektiert, meint Nietzsche (Zitat aus Also sprach Zarathustra). 
Hinter dem heiteren Horizont der schulischen Menschenzähmung findet sich der dunkle Horizont der Menschenzüchtung. Nietzsche behauptet, es gäbe eine wohlverborgene Selektionsgeschichte („Häuser werden für kleine Menschen gemacht.“). Die bisherigen Inhaber der Züchtungsmonopole will er beim Namen und ihrer verschwiegenen Funktion nennen und prophezeit für die Zukunft einen Streit zwischen „Klein- und Großzüchtern“.

### Zweite soziologische Zuspitzung
Nach dem Scheitern des humanistischen Projektes im 20. Jahrhundert und Heideggers Entzauberung des Humanismus als Komplize der Gräuel muss Nietzsches Entschleierung der Menschheitsgeschichte als einer Geschichte von Zähmung und Züchtung zu der Einsicht führen, dass die philosophische Aufgabe der Zukunft die sein wird, über die heraufdämmernden Anthropotechniken nachzudenken, Regeln für den Menschenpark aufzustellen. Diese Aufgabe ist nicht neu, aber heute nehmen wir wahr, dass Lektion und Selektion schon immer verwoben waren. Schon die Schriftkultur selbst hat harte Grenzen zwischen den Menschen gezogen. Sloterdijk sagt klar: Es kommt darauf an, einen Kodex der Anthropotechniken zu formulieren.

### Zweite Konklusion: Die Distanz ermessen
Um zu verstehen, wie weit Nietzsche von der uns erwartenden Zukunft entfernt ist, wollen wir ermessen, wie weit wir von der Züchtungsphantasie in Platons Dialog Politikos entfernt sind. Dort gibt Platon Regeln an für den Betrieb eines Menschenparks, das Hirtenbeispiel Heideggers stammt von dort. Menschen sind im Zeitalter nach der Abdankung der Götter sich selbst hütende Wesen. Dies ist für Platon unbezweifelbar. Die Frage stellt sich nur, wer der Hirte sein soll. 
Zuerst fällt die Form des Dialogs auf: Sokrates der Jüngere und ein Fremder diskutieren. Es wird eine Definition des Menschen aus der Sicht von Züchtungsimpulsen gegeben. Es folgt quasi eine Botanik des Menschen: nicht geflügelte, nicht gehörnte, unvermischt begattete Zweifüßler. Jetzt kennen wir die Herde, die gehütet werden soll. Es ist der Standpunkt eines Profis. Die wahre Hütekunst schließt aber tyrannische Formen aus. Sie ist „freiwillige Herdenwartung über freiwillige lebendige Wesen.“ Der wahre König besitzt ein besonderes Expertenwissen, das im berühmten Weber-Gleichnis erläutert wird: der tapferen und besonnenen Menschen Gemütsart muss ideal verflochten werden. Die Ungenügenden müssen ausgekämmt werden.

### Abschluss
Die Aktualität des Weber-Gleichnisses wird deutlich, wenn man die Inhalte des Aufsatzes Revue passieren lässt: Das humanistische Gymnasium, die faschistische Eugenik, das kommende biotechnologische Zeitalter: Eine humanistische Gesellschaft, die sich in einem „Vollhumanisten“ verkörpert, dem idealen Hirten. Der ideale Hirte war schon immer der Gott, aber im Zeitalter des Zeus, nach der Götterdämmerung, haben sich die Götter zurückgezogen. Jetzt sind die Menschen gezwungen, sich selbst zu hüten. Der wahre Hirte kann aber nur ein dem Gott nahestehender Weiser sein. Heute haben sich auch die Weisen zurückgezogen, es bleiben nur ihre Schriften.

## Interpretation
Die Metaphorik der Flaschenpost ist der Kritischen Theorie entliehen. Ein philosophisches Thema wird in ein soziologisches Phänomen überführt: Humanismus und Massenkultur. Auch hier lehnt sich Sloterdijk an die Kritische Theorie an, explizit an das Kapitel über die Kulturindustrie in der Dialektik der Aufklärung. Eine Pointe ist die Feststellung, die Zähmung des Menschen sei eine Frage der Wahl des richtigen Unterhaltungsmediums: Buch oder Stadion. 
Heideggers Kritik am Humanismus wird von Sloterdijk durch eine Einbindung von dessen Zentralbegriff der Lichtung in einen gattungsgeschichtlichen Kontext materialistisch kritisiert. Was der von Heidegger geprägte Begriff vom Hüter des Seins und dem Kontext von Mensch, Haus und Tier bedeutet, wird durch einen Rückgriff auf Nietzsche erläutert: Zur Zähmung des Menschen trat schon immer seine wirkliche oder vermeintliche Züchtung durch seine Herren.
Das Thema der Verschlingung von Mythos und Aufklärung illustriert Sloterdijk am Beispiel von Platons Politikos: Das Urbild einer zukünftigen Anthropotechnik scheint hier ebenso auf wie Heideggers Fundamentalkritik am Humanismus. 
Sloterdijks Botschaft in der Flaschenpost lautet: die gefährlichen Themen der Philosophie in der Tradition Nietzsches aufgreifen. Wer wagt es, Regeln für den Menschenpark aufzustellen?

## Rezeption
Ernst Tugendhat kritisiert in einem Artikel in der Zeit vom 22. Dezember 1999 Sloterdijks These, Moral sei die „Zähmung des Wilden“ und müsse jetzt das Ergebnis genetischer „Zähmung“ werden. Sloterdijk ignoriere, dass Moral nicht dem Bereich der Natur zugehöre, sondern der Kultur und daher nicht Ergebnis von genetischer Züchtung werden könne. Es gebe höchstwahrscheinlich keine Gene für bestimmte Moralvorstellungen. Allerdings deckt sich diese Kritik nicht mit dem, was Sloterdijk in „Regeln für den Menschenpark“ schreibt. Im ganzen Text findet sich nur ein Satz zum Thema der genetischen Manipulation (S. 46/47) und dieser Satz enthält keine These, sondern nur Fragen: „Ob aber die langfristige Entwicklung auch zu einer genetischen Reform der Gattungseigenschaften führen wird...dies sind Fragen, in denen sich, wie auch immer verschwommen und nicht geheuer, der evolutionäre Horizont vor uns zu lichten beginnt.“ Tugendhat kritisiert Sloterdijk außerdem für seine begriffliche Nähe zu Konzepten von Nietzsche und den Nazis, die auch ein Programm der „Selektion“ durch Macht vertreten hätten. Auch hier gilt: Der Text von Sloterdijk enthält keinen Hinweis auf Selektion durch Macht. Sloterdijk erwähnt und zitiert Nietzsche und weist ausdrücklich darauf hin, dass die Nazis Nietzsche missbrauchten. „...- wie die gestiefelten schlechten Nietzscheleser der 30er Jahre wähnten.“ (S. 41) Tugendhat endet: „Ich muss gestehen, dass ich nicht verstanden habe, worum es dem Autor überhaupt geht. Was will er eigentlich? Und gibt es irgendetwas in diesem Aufsatz, was wir jetzt besser verstehen würden? Irgendetwas, das er geklärt hätte? Ich habe nichts gefunden.“
Die durch Sloterdijks Rede ausgelöste Kontroverse um das Thema der Eugenik veranlasste Jürgen Habermas 2001 zu der Veröffentlichung Die Zukunft der menschlichen Natur. Auf dem Weg zu einer liberalen Eugenik?.
Manfred Frank kritisiert Sloterdijk in einem offenen Brief in der Zeit für die sprachliche Form seiner Beiträge zur Eugenik, die oft unklar sei und „Geraune“ darstelle. Zudem wirft Frank Sloterdijk vor, inkonsistent zu sein, weil er einerseits das Problem der Menschenzüchtung ontologisiere und behaupte, Menschen könnten dieses Problem nicht handelnd nach moralischen Maßstäben lösen, sondern seien ihm unterworfen, andererseits aber selbst moralische Kriterien fordere, mit denen über Züchtungen entschieden werden solle.

## Ausgaben
- Peter Sloterdijk: Regeln für den Menschenpark. Ein Antwortschreiben zu Heideggers Brief über den Humanismus. Suhrkamp, Frankfurt 2008, ISBN 978-3-518-06582-2 (Nachdruck der ersten Auflage von 1999)